# Julia Niewiadomska
Julia Niewiadomska (* 11. Februar 2002 in Kielce) ist eine polnische Handballspielerin. Sie steht beim deutschen Bundesligisten BSV Sachsen Zwickau unter Vertrag.

## Karriere

### Im Verein
In der Jugend durchlief sie die Flames-Akademie der HSG Bensheim/Auerbach. Hier konnte sie bereits Erfahrungen in der Bundesliga sammeln. 2021 wechselte sie zum Ligakonkurrenten SV Union Halle-Neustadt. Nachdem sie mit der Mannschaft nach der Saison 2023/24 in die 2. Bundesliga abgestiegen war, verließ sie den Verein und wechselte zum amtierenden deutschen Meister HB Ludwigsburg. Im Oktober 2024 zog sich Niewiadomska einen Kreuzbandriss zu. Mit Ludwigsburg gewann sie 2025 die deutsche Meisterschaft. Zur Saison 2025/26 ist sie zum Erstligisten BSV Sachsen Zwickau gewechselt.

### In Auswahlmannschaften
In ihrer Jugend spielte sie für die polnische Jugend-Nationalmannschaft und nahm an der U-20-Weltmeisterschaft 2022 teil. Im Jahr 2021 wurde sie bei einem Turnier in Italien in das All-Star-Team gewählt. Mit der A-Nationalmannschaft Polens spielte sie bei der Weltmeisterschaft 2021, bei der sie zwei Tore erzielte.